# Pistol Mitralieră model 1965
El Pistol Mitralieră model 1963 (Pistola Ametralladora modelo 1963, en rumano; abreviado PM md. 63 o simplemente md. 63) es un fusil de asalto derivado del diseño del AK-47, y que usa cartuchos 7,62 x 39. Se exporta como el fusil de asalto AIM. El Pistol Mitralieră model 1965 (abreviado PM md. 65 o simplemente md. 65) es un derivado del  md. 63 con culata plegable, y se exporta como el fusil de asalto AIMS.

## Historia

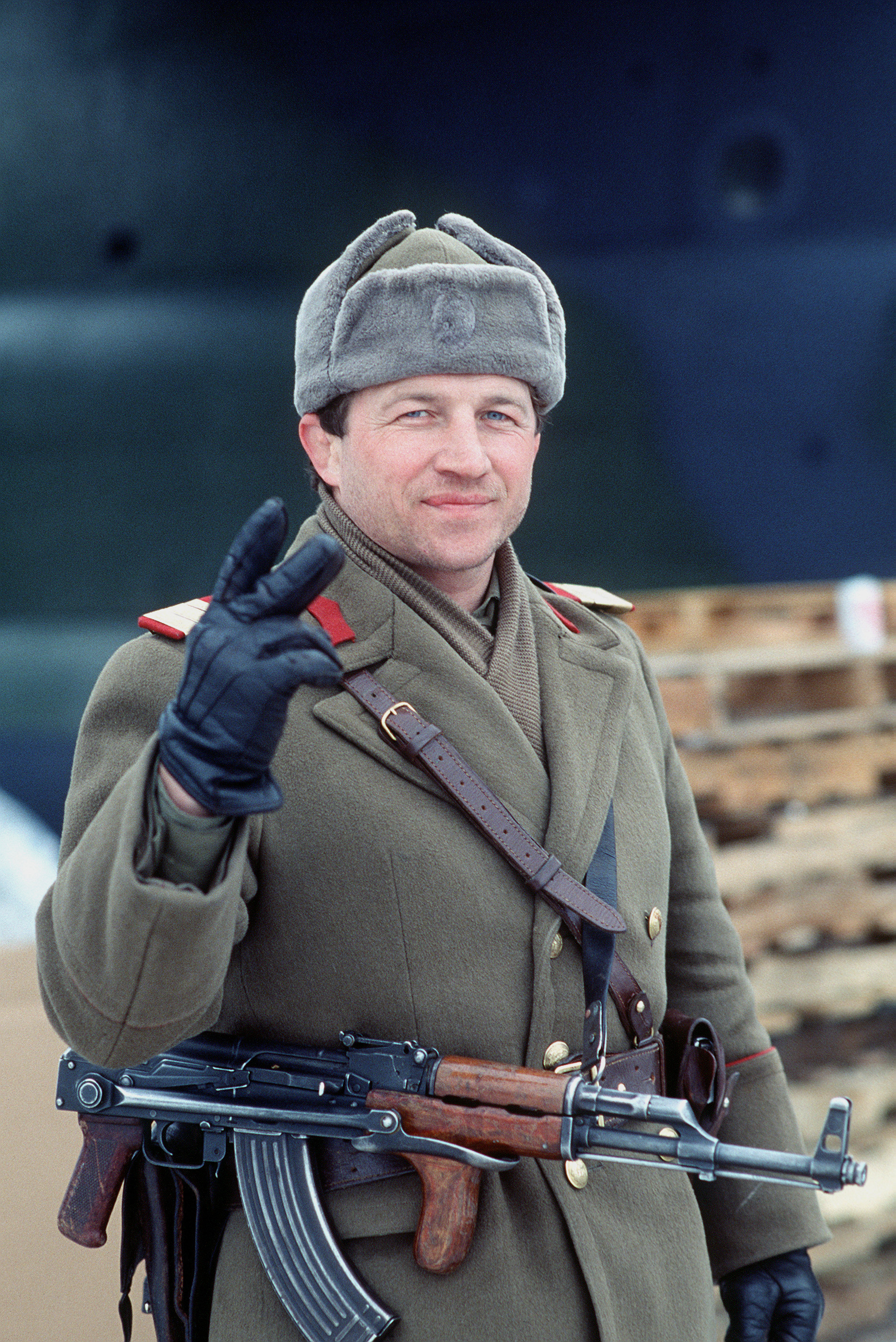
Un soldado con un PM md. 65 de culata plegable durante la Revolución rumana de 1989.

A mediados de los años 1960, el Ejército Rumano usaba básicamente armas sobrantes de la Segunda Guerra Mundial como los subfusiles PPSh-41 y Oriţa M1941, mientras que las unidades de élite utilizaban fusiles importados desde la Unión Soviética como el AK-47. Con el desarrollo de las técnicas de manufactura en acero estampado del cajón de mecanismos Tipo 4 del AKM, así como en los países del orbe de la antigua Unión Soviética y de las naciones del llamado Pacto de Varsovia en 7,62 mm que iban adquiriendo la licencia de producción del AK-47, la Industria del Arsenal Estatal Rumano desarrolló un clon del AKM con nuevas características tales como una empuñadura en el guardamano para disparar sin la culata extendida, y lo denominaron Pistol Mitralieră model 1963. El sistema de culata plegable se usó en una variante posterior mejorada en cuanto a su manufactura; la que se designó como el Pistol Mitralieră model 1965, y que difiere de la anterior por poseer una empuñadura frontal, que permite plegar completamente la culata.

## Características
El aspecto externo del PM md. 63/65 es idéntico al de los fusiles de la serie AKM/AKMS, lo que lo hace muy simple y barato de manufacturar; y facilita el mantenimiento, instrucción y limpieza a la tropa acostumbrada a utilizar el Kalashnikov.
Tanto el interior de la recámara y del ánima del cañón, así como el interior del cilindro del pistón de gas están cromadas, lo que aumenta la duración de las partes más expuestas al desgaste, aumentando su supervivencia considerablemente frente a la corrosión y el uso.
Muchos de los fusiles de las series md. 63/65 carecen de freno de boca, pero en vista de los problemas se decidió añadir una tuerca en la boca del cañón, ya que los frenos de boca solamente se produjeron e instalaron en los fusiles fabricados a finales de la década de 1970. La Armada rumana es el único usuario a gran escala del md. 65, debido al peso del acero con el que se fabricaron los cajones de mecanismos y demás partes estampadas.
El selector de cadencia de fuego está marcado con las siguientes opciones de selección, de arriba hacia abajo: 
- En las versiones locales S, FA, FF.
- En las versiones de exportación S, A, R.

### Ciclo de operación
En este sistema, el suministro de fuerza para el funcionamiento del arma se realiza mediante la toma de una pequeña cantidad de los gases impulsores del disparo anterior, una vez que la bala ha pasado hacia la boca. Este gas se dirige hacia una toma, a través de la cual entra en el tubo de gas del arma: allí empuja un pistón que se halla conectado al cerrojo y a su dispositivo de cierre. Primero abre el cerrojo y luego lo empuja hacia atrás. Después, un muelle recuperador ejerce esta acción hacia delante para repetir el ciclo. Esto hace que el arma tenga un menor retroceso y que por tanto la fiabilidad en el disparo sea mayor. Su cargador curvado, que le confiere una mayor capacidad en un espacio menor, es el mismo usado en el AK-47, con el que comparte la totalidad de las características de diseño y desarme básicas, aparte de poderse intercambiar piezas entre fusiles similares.

### Desarme
Desarmar al md. 63/65 es identicamente lo mismo que el desarmar al AK-47; lo que se traduce en apretar un botón y luego deslizar hacia abajo el cargador, verificando que no haya cartuchos en la recámara. Después el operario deberá presionar el botón del retén de la cubierta del cajón de mecanismos, al mismo tiempo que levanta la parte posterior de esta, así dejando al descubierto el mecanismo interno. El operador procederá a empujar hacia adelante el muelle recuperador para retirarlo de su guía y del portacerrojo. Luego jalará hacia atrás el portacerrojo, lo levantará y sacará del cajón de mecanismos. Para retrirar el cerrojo del portacerrojo, el operario lo empuja hacia atrás y lo gira para soltar los tetones de sus guías, para que así pueda empujarlo hacia adelante. Al limpiar el fusil, el operador debe prestar especial atención al cañón, al cabezal del cerrojo y al pistón de gas. Después de haber hecho con sumo cuidado lo anterior, lubricará ligeramente con aceite y rearmará el fusil.

## Versión de la Guardia Patriótica

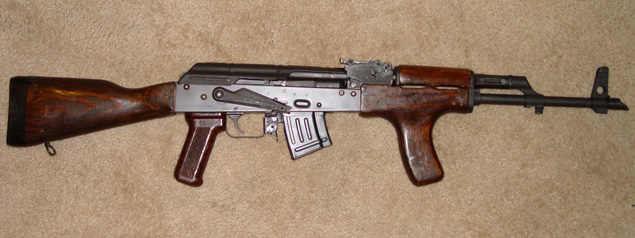
Un PM md. 63 'Gardă', reconstruido con un cajón de mecanismos de fabricación estadounidense.

La variante de producción civil más extendida en la exportación de este fusil es la denominada Gardă, producida para la milicia rumana Guardia Patriótica. Esta serie de fusiles van marcados con una letra G en el lado izquierdo del soporte del alza. Esta serie de variantes civiles están modificadas para que disparen sólo en modo semiautomático, y quitándoles la marca de la G distintiva, que se ve por una leve quemadura en la zona donde se hallaban. Decenas de miles de estos fusiles han sido importados a los Estados Unidos y vendidos como kits de ensamblado, ya que en su estado normal y con su cajón de mecanismos original según el acta de Venta de Objetos Peligrosos y Alcohol son considerados fusiles de asalto, por lo que su venta en conjuntos de piezas es el único modo de conseguirlos. Es denominada coloquialmente entre los coleccionistas de armas estadounidenses como Romy G's.

### Otras versiones civiles

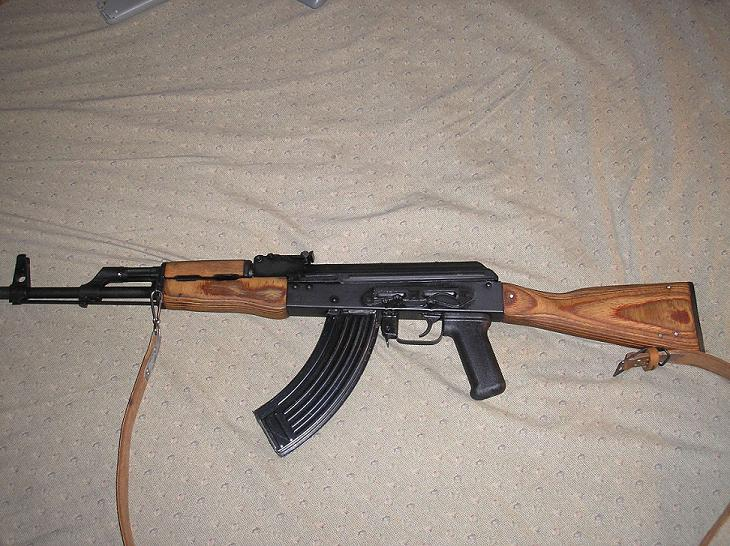
WASR-10, versión semiautomática para el mercado civil de Estados Unidos.

Las variantes civiles rumanas clones del AK-47 en calibre 7,62 mm son las siguientes: SAR 1, WASR 10 (incluyen la variante WASR 10/63), Los Romak 991, Romak 1, y el WUM 1. 
La serie de fusiles Wieger se asemejan bastante en el aspecto exterior del PM md. 90, más que todo en los modelos STG-2000 y STG-2003; que están basados en el diseño del fusil WASR 10, los cuales son los únicos actualmente en producción.

## PM md. 90

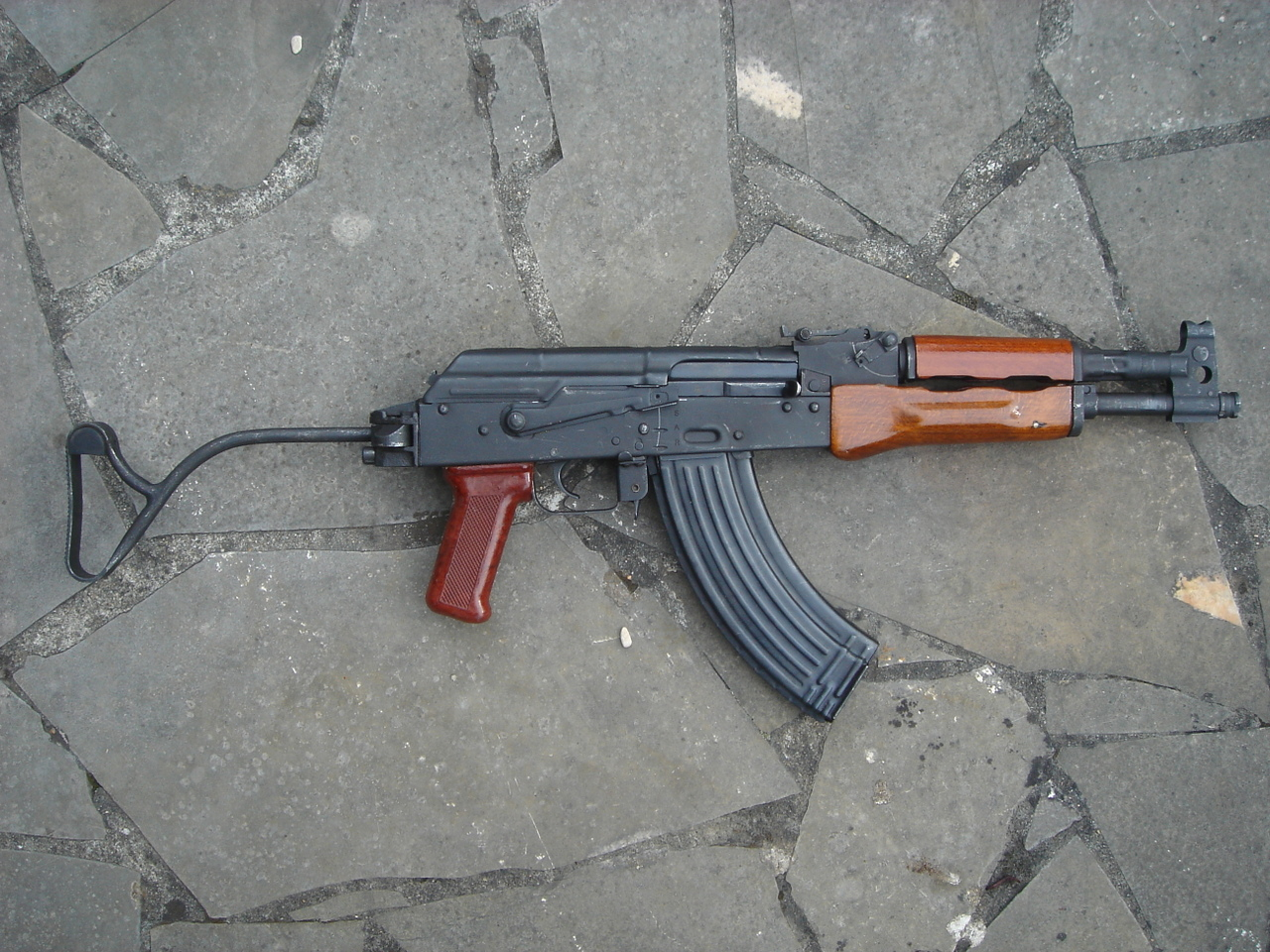
Carabina PM md. 90.

El Pistol Mitralieră model 1990 es la variante en calibre 7,62 mm cuyo sucesor sería el Puşcă Automată model 1986 de calibre 5,45 mm. Internamente es idéntico al fusil PM md. 63/65; y salvo ciertas diferencias externas son muy parecidos entre sí y a sus antecesores, así como a su sucesora; la carabina PA md. 86, salvo en los tamaños y manufactura del freno de boca.

### Versión corta
La carabina, en su versión del modelo 90 ha sido diseñada para uso por los tripulantes de tanques, y de miembros de las fuerzas especiales. Su cañón ha sido recortado, el punto de mira se movió hacia el bloque del cilindro de gas, y se le instaló un nuevo apagallamas. En Estados Unidos es erróneamente denominada Krinkov, como lo hacen con el AKS-74U.

## Usuarios
- Rumania: Usada por personal de la Armada rumana, La Guardia de Fronteras, tripulantes de tanques y vehículos blindados, así como por las tropas de reservistas.[5][6][7]
- Bangladés: Usada en números reducidos en el Ejército de Bangladés.[8]
- Georgia[9]
- India: Encargó 100 000 en 1995[10]
- Irak: Usada por fuerzas insurgentes, así como por los militares y la policía.[11]
- Jordania: Vendidas entre 2005 a 2006, algunas unidades demostraron tener serios defectos de manufactura. Como resultado, la fábrica de Cugir y el Concejo Supremo para la Defensa Nacional perdieron gran parte de su credibilidad tras las investigaciones posteriores.[12]
- Liberia[13]
- Libia[14]
- Moldavia
- Marruecos[15]
- Nicaragua[16]
- Autoridad Nacional Palestina